# Adair megye (Kentucky)
Adair megye az Amerikai Egyesült Államokban, azon belül Kentucky államban található. Megyeszékhelye és legnagyobb városa Columbia. Lakosainak száma 18 903 fő (2020. április 1.). Adair megye Green, Taylor, Casey, Russell, Cumberland és Metcalfe megyékkel határos.

## Népesség
A megye népességének változása:
| Lakosok száma | 18 623 | 18 722 | 18 672 | 18 732 | 19 027 | 18 903 |
|               | 2010   | 2011   | 2012   | 2013   | 2015   | 2020   |